# Întoarcerea acasă (Star Trek: Deep Space Nine)
„Întoarcerea acasă” este cel de-al 21-lea episod din serialul american de televiziune științifico-fantastic Star Trek: Deep Space Nine. Este primul dintr-un arc narativ în trei părți și primul episod al celui de-al doilea sezon.

## Prezentare
Quark îi dă Kirei un cercel bajoran, pe care îl recunoaște imediat ca aparținând lui Li Nalas, un erou de război bajoran despre care se credea că este decedat. Li este reținut pe planeta deșertică Cardassia IV, așa că Kira cere să ia o navetă pentru o misiune de salvare. Sisko îi spune că o va lua în considerare, dar în timp ce el ia în considerare chestiunea, O'Brien descoperă un graffiti a unei facțiuni extremiste numită „Cercul”, care vrea să-i expulzeze pe toți non-bajoranii de pe Bajor. Sisko vede acest semn și consideră că Bajor are nevoie de un lider ca Li Nalas și îi permite Kirei să ia naveta.
Kira și O'Brien, deghizându-și naveta într-un navă de transport Lesseppian, călătoresc pe Cardassia IV și descoperă un lagăr de muncă unde se află mai mult de o duzină de bajorani. O'Brien se preface că o propune pe Kira unuia dintre soldați, păcălindu-l să coboare câmpul de forță care înconjoară tabăra. Ei îl salvează pe Li și pe alți câțiva prizonieri. Înainte ca O'Brien și Kira să se întoarcă pe DS9, Gul Dukat îl contactează pe Sisko pentru a-l informa că guvernul cardassian a emis scuze oficiale și că prizonierii rămași sunt în drum spre Bajor. Guvernul provizoriu al Bajor, pe de altă parte, o pedepsește pe Kira, deoarece acțiunile ei ar fi putut duce la un război cu Cardassia.
Populația bajorană de pe DS9 îl primește pe Li Nalas ca pe un erou întors acasă. Sisko și Kira îl îndeamnă să ajute să aducă stabilitatea pe Bajor, dar la scurt timp după aceea, Li este prins încercând să se ascundă pe o navă-cargo care pleacă. El îl informează pe Sisko că nu și-a dorit niciodată să fie un erou; că a ucis un cardassian neînarmat din necesitate într-o întâlnire pur întâmplătoare, iar colegii săi bajorani l-au transformat în cele din urmă într-o legendă. Sisko îl convinge pe Li să rămână, pentru că Bajor are nevoie de o legendă ca el.
După o călătorie pe Bajor, Li Nalas se întoarce cu ministrul Jaro Essa al guvernului provizoriu. Camera Miniștrilor a inventat un nou titlu pentru Li: „Navarh”. Totuși, titlul înseamnă puțin; văzându-l pe Li ca pe o amenințare la adresa puterii lor, politicienii l-au numit ofițer de legătură pe DS9 și au „promovat-o” pe Kira pe Bajor, unde cred ei că nu le poate prezenta niciun pericol.